# Wereldkampioenschap superbike van Brands Hatch 2005
Het wereldkampioenschap superbike van Brands Hatch 2005 was de achtste ronde van het wereldkampioenschap superbike en het wereldkampioenschap Supersport 2005. De races werden verreden op 7 augustus 2005 op Brands Hatch nabij West Kingsdown, Verenigd Koninkrijk.

## Superbike

### Race 1
| Pos | Nr  | Rijder              | Constructeur | Rondes | Tijd         | Grid | Punten |
| --- | --- | ------------------- | ------------ | ------ | ------------ | ---- | ------ |
| 1   | 11  | Troy Corser         | Suzuki       | 25     | 36:45.074    | 1    | 25     |
| 2   | 41  | Noriyuki Haga       | Yamaha       | 25     | +0.186       | 6    | 20     |
| 3   | 55  | Régis Laconi        | Ducati       | 25     | +1.976       | 4    | 16     |
| 4   | 77  | Chris Vermeulen     | Honda        | 25     | +4.590       | 8    | 13     |
| 5   | 9   | Chris Walker        | Kawasaki     | 25     | +5.746       | 5    | 11     |
| 6   | 31  | Karl Muggeridge     | Honda        | 25     | +8.428       | 2    | 10     |
| 7   | 88  | Andrew Pitt         | Yamaha       | 25     | +8.598       | 7    | 9      |
| 8   | 57  | Lorenzo Lanzi       | Ducati       | 25     | +15.628      | 9    | 8      |
| 9   | 71  | Yukio Kagayama      | Suzuki       | 25     | +15.671      | 12   | 7      |
| 10  | 76  | Max Neukirchner     | Honda        | 25     | +28.250      | 17   | 6      |
| 11  | 3   | Norifumi Abe        | Yamaha       | 25     | +32.470      | 21   | 5      |
| 12  | 155 | Ben Bostrom         | Honda        | 25     | +32.500      | 16   | 4      |
| 13  | 98  | Dennis Hobbs        | Yamaha       | 25     | +32.683      | 13   | 3      |
| 14  | 96  | Pere Riba           | Kawasaki     | 25     | +32.885      | 15   | 2      |
| 15  | 99  | Steve Martin        | Petronas     | 25     | +35.171      | 10   | 1      |
| 16  | 32  | Sébastien Gimbert   | Yamaha       | 25     | +35.272      | 22   |        |
| 17  | 45  | Gianluca Vizziello  | Yamaha       | 25     | +46.876      | 23   |        |
| 18  | 12  | Lorenzo Alfonsi     | Yamaha       | 25     | +48.628      | 24   |        |
| 19  | 8   | Ivan Clementi       | Ducati       | 25     | +50.123      | 18   |        |
| 20  | 30  | José Luis Cardoso   | Yamaha       | 24     | +1 ronde     | 25   |        |
| DNF | 200 | Giovanni Bussei     | Kawasaki     | 22     | Uitgevallen  | 14   |        |
| DNF | 10  | Fonsi Nieto         | Ducati       | 15     | Uitgevallen  | 26   |        |
| DNF | 7   | Pierfrancesco Chili | Honda        | 13     | Uitgevallen  | 19   |        |
| DNF | 17  | Miguel Praia        | Yamaha       | 10     | Uitgevallen  | 30   |        |
| DNF | 1   | James Toseland      | Ducati       | 9      | Uitgevallen  | 3    |        |
| DNF | 21  | Michel Nickmans     | Yamaha       | 9      | Uitgevallen  | 29   |        |
| DNF | 25  | Alessio Velini      | Ducati       | 7      | Uitgevallen  | 28   |        |
| DNF | 24  | Garry McCoy         | Petronas     | 6      | Uitgevallen  | 11   |        |
| DNF | 20  | Marco Borciani      | Ducati       | 4      | Uitgevallen  | 20   |        |
| DNS | 19  | Lucio Pedercini     | Ducati       | 0      | Niet gestart |      |        |

### Race 2
| Pos | Nr  | Rijder              | Constructeur | Rondes | Tijd         | Grid | Punten |
| --- | --- | ------------------- | ------------ | ------ | ------------ | ---- | ------ |
| 1   | 41  | Noriyuki Haga       | Yamaha       | 25     | 36:39.815    | 6    | 25     |
| 2   | 11  | Troy Corser         | Suzuki       | 25     | +2.686       | 1    | 20     |
| 3   | 77  | Chris Vermeulen     | Honda        | 25     | +8.062       | 8    | 16     |
| 4   | 9   | Chris Walker        | Kawasaki     | 25     | +12.053      | 5    | 13     |
| 5   | 55  | Régis Laconi        | Ducati       | 25     | +13.044      | 4    | 11     |
| 6   | 88  | Andrew Pitt         | Yamaha       | 25     | +13.184      | 7    | 10     |
| 7   | 1   | James Toseland      | Ducati       | 25     | +14.215      | 3    | 9      |
| 8   | 57  | Lorenzo Lanzi       | Ducati       | 25     | +21.026      | 9    | 8      |
| 9   | 71  | Yukio Kagayama      | Suzuki       | 25     | +21.175      | 12   | 7      |
| 10  | 155 | Ben Bostrom         | Honda        | 25     | +21.257      | 16   | 6      |
| 11  | 76  | Max Neukirchner     | Honda        | 25     | +29.315      | 17   | 5      |
| 12  | 96  | Pere Riba           | Kawasaki     | 25     | +30.591      | 15   | 4      |
| 13  | 7   | Pierfrancesco Chili | Honda        | 25     | +34.619      | 19   | 3      |
| 14  | 32  | Sébastien Gimbert   | Yamaha       | 25     | +39.732      | 22   | 2      |
| 15  | 98  | Dennis Hobbs        | Yamaha       | 25     | +39.879      | 13   | 1      |
| 16  | 12  | Lorenzo Alfonsi     | Yamaha       | 25     | +49.646      | 24   |        |
| 17  | 45  | Gianluca Vizziello  | Yamaha       | 25     | +49.663      | 23   |        |
| 18  | 24  | Garry McCoy         | Petronas     | 25     | +1:14.032    | 11   |        |
| DNF | 99  | Steve Martin        | Petronas     | 18     | Ongeluk      | 10   |        |
| DNF | 3   | Norifumi Abe        | Yamaha       | 18     | Ongeluk      | 21   |        |
| DNF | 8   | Ivan Clementi       | Ducati       | 16     | Uitgevallen  | 18   |        |
| DNF | 10  | Fonsi Nieto         | Ducati       | 11     | Uitgevallen  | 26   |        |
| DNF | 25  | Alessio Velini      | Ducati       | 11     | Uitgevallen  | 28   |        |
| DNF | 200 | Giovanni Bussei     | Kawasaki     | 10     | Uitgevallen  | 14   |        |
| DNF | 30  | José Luis Cardoso   | Yamaha       | 10     | Uitgevallen  | 25   |        |
| DNF | 20  | Marco Borciani      | Ducati       | 8      | Uitgevallen  | 20   |        |
| DNF | 21  | Michel Nickmans     | Yamaha       | 7      | Uitgevallen  | 29   |        |
| DNF | 17  | Miguel Praia        | Yamaha       | 4      | Uitgevallen  | 30   |        |
| DNF | 31  | Karl Muggeridge     | Honda        | 1      | Ongeluk      | 2    |        |
| DNS | 19  | Lucio Pedercini     | Ducati       | 0      | Niet gestart |      |        |

## Supersport
| Pos | Nr  | Rijder                | Constructeur | Rondes | Tijd                | Grid | Punten |
| --- | --- | --------------------- | ------------ | ------ | ------------------- | ---- | ------ |
| 1   | 16  | Sébastien Charpentier | Honda        | 23     | 34:33.153           | 1    | 25     |
| 2   | 84  | Michel Fabrizio       | Honda        | 23     | +0.985              | 4    | 20     |
| 3   | 11  | Kevin Curtain         | Yamaha       | 23     | +1.173              | 2    | 16     |
| 4   | 8   | Stéphane Chambon      | Honda        | 23     | +7.317              | 7    | 13     |
| 5   | 99  | Fabien Foret          | Honda        | 23     | +7.777              | 6    | 11     |
| 6   | 21  | Katsuaki Fujiwara     | Honda        | 23     | +17.008             | 5    | 10     |
| 7   | 13  | Alessio Corradi       | Ducati       | 23     | +18.416             | 9    | 9      |
| 8   | 83  | Craig Jones           | Honda        | 23     | +21.131             | 11   | 8      |
| 9   | 42  | Matthieu Lagrive      | Suzuki       | 23     | +28.218             | 10   | 7      |
| 10  | 85  | Cal Crutchlow         | Honda        | 23     | +28.788             | 17   | 6      |
| 11  | 12  | Javier Forés          | Suzuki       | 23     | +29.853             | 15   | 5      |
| 12  | 27  | Tom Tunstall          | Honda        | 23     | +30.065             | 14   | 4      |
| 13  | 127 | Robbin Harms          | Honda        | 23     | +30.382             | 12   | 3      |
| 14  | 25  | Tatu Lauslehto        | Honda        | 23     | +30.699             | 13   | 2      |
| 15  | 116 | Johan Stigefelt       | Honda        | 23     | +33.175             | 16   | 1      |
| 16  | 18  | Cristiano Migliorati  | Kawasaki     | 23     | +34.391             | 18   |        |
| 17  | 45  | Sébastien Le Grelle   | Honda        | 23     | +38.805             | 19   |        |
| 18  | 28  | Sami Penna            | Honda        | 23     | +41.575             | 20   |        |
| 19  | 81  | Arie Vos              | Yamaha       | 23     | +50.997             | 22   |        |
| 20  | 58  | Tomáš Mikšovský       | Honda        | 23     | +54.453             | 25   |        |
| 21  | 59  | Paweł Szkopek         | Honda        | 23     | +1:02.453           | 24   |        |
| 22  | 88  | Julien Enjolras       | Yamaha       | 23     | +1:18.134           | 23   |        |
| 23  | 14  | Andrea Berta          | Ducati       | 23     | +1:18.440           | 27   |        |
| DNF | 23  | Broc Parkes           | Yamaha       | 16     | Uitgevallen         | 8    |        |
| DNF | 19  | Jarno Janssen         | Suzuki       | 15     | Ongeluk             | 21   |        |
| DNF | 100 | Topi Haarala          | Honda        | 11     | Uitgevallen         | 26   |        |
| DNF | 69  | Gianluca Nannelli     | Ducati       | 8      | Uitgevallen         | 3    |        |
| DNS | 77  | Barry Veneman         | Suzuki       | 0      | Niet gestart        |      |        |
| DNQ | 51  | Robert Gianfardoni    | Kawasaki     | 0      | Niet gekwalificeerd |      |        |

## Tussenstanden na wedstrijd

### Superbike
| Pos | Nr | Rijder          | Team   | Punten |
| --- | -- | --------------- | ------ | ------ |
| 1   | 11 | Troy Corser     | Suzuki | 344    |
| 2   | 77 | Chris Vermeulen | Honda  | 234    |
| 3   | 55 | Régis Laconi    | Ducati | 214    |
| 4   | 71 | Yukio Kagayama  | Suzuki | 172    |
| 5   | 41 | Noriyuki Haga   | Yamaha | 152    |

### Supersport
| Pos | Nr | Rijder                | Team   | Punten |
| --- | -- | --------------------- | ------ | ------ |
| 1   | 16 | Sébastien Charpentier | Honda  | 190    |
| 2   | 21 | Katsuaki Fujiwara     | Honda  | 116    |
| 3   | 11 | Kevin Curtain         | Yamaha | 109    |
| 4   | 99 | Fabien Foret          | Honda  | 85     |
| 5   | 84 | Michel Fabrizio       | Honda  | 82     |

1993 · 1995 · 1996 · 1997 · 1998 · 1999 · 2000 (I) · 2000 (II) · 2001 · 2002 · 2003 · 2004 · 2005 · 2006 · 2007 · 2008